# Francisco Ricardo Oves Fernández
Francisco Ricardo Oves Fernández nació el 4 de octubre de 1928 en Camagüey, Cuba.

## Sacerdocio
Fue ordenado sacerdote el 13 de abril de 1952, por Mons.  Enrique Pérez Serantes, arzobispo de Santiago de Cuba, en la Catedral de Camagüey. Después del fracaso de la invasión de Playa Girón (1961) fue expulsado de Camagüey junto con numerosos miembros de clero, y se refugió en La Habana junto a Mons. Eduardo Boza Masvidal, obispo titular de Vinda y auxiliar de esa arquidiócesis. En septiembre de 1961 fue a España en el vapor Covadonga juntamente con Mons. Boza y más de 150 sacerdotes. Fue a Roma y con Mons. Boza y el P. Agnelio Blanco se entrevistó con el papa Juan XXIII.  En esa ciudad y con la ayuda del P. Calogero Gliozzo, S.J., antiguo provincial, director de la revista Civiltà Cattolica y del Instituto de Sociología Pastoral, cursó estudios en la Pontificia Universidad de Santo Tomás de Aquino en donde obtuvo el doctorado en Ciencias Sociales.  En 1965 el encargado de negocios de la Santa Sede en Cuba, Mons. Cesare Zacchi, logró que el P. Oves regresara a Cuba. El obispo de Camagüey, Mons. Adolfo Rodríguez Herrera, se opuso a su regreso. Fue profesor del Seminario de San Carlos y San Ambrosio de La Habana y ejerció su ministerio sacerdotal en distintas ocasiones en la diócesis camagüeyana.

## Episcopado
Fue elegido obispo titular de Montecorvino y nombrado auxiliar de Cienfuegos por el papa Pablo VI el 25 de abril de 1969. Fue consagrado en la Catedral de Cienfuegos el 16 de julio de ese mismo año por Mons. Cesare Zacchi, obispo titular de Zella, encargado de negocios de la Santa Sede en Cuba, asistido por Mons. Alfredo Muller y San Martín, obispo de Cienfuegos y por Mons. Adolfo Rodríguez Herrera, obispo de Camagüey. Al día siguiente, concelebró con todos los obispos en Santa Clara. Fue promovido al arzobispado de La Habana el 26 de enero de 1970, sucediendo a Mons. Evelio Díaz y Cía. Enfermo de los nervios, fue llevado a Roma a comienzos de 1980. El papa designó administrador apostólico sede plena de La Habana a Mons. Pedro Meurice Estiu, el 20 de febrero de 1980. Renunció al gobierno pastoral de la archidiócesis habanera el 28 de marzo de 1981. Fue sucedido por Mons. Jaime Lucas Ortega y Alamino, hasta entonces obispo de Pinar del Río. En 1982 fue a residir a El Paso, Texas, Estados Unidos y allí fue vicario general para los hispanos y párroco de la iglesia del Santo Niño de Atocha.

## Muerte
Murió el martes 4 de diciembre de 1990 en El Paso, Texas, Estados Unidos, de un ataque al corazón. Su cadáver fue trasladado a Miami, Florida, y expuesto en la Ermita de Nuestra Señora de la Caridad del Cobre el domingo 8 de diciembre por la tarde. Los funerales tuvieron lugar en la catedral de St. Mary el lunes 9.  La misa fue concelebrada por Mons. Jaime Lucas Ortega Alamino, arzobispo de La Habana, sucesor de Mons. Oves, quien viajó desde Cuba para asistir a los funerales, Mons. Agustín Román, obispo auxiliar de Miami, Mons. Enrique San Pedro, SJ, obispo auxiliar de Galveston-Houston, Mons. Roberto Octavio González, OFM, obispo titular de Ursona, auxiliar de Boston, y 44 sacerdotes, en su mayoría cubanos residentes fuera de la isla. Fue sepultado en el cementerio Our Lady of Mercy, en el área reservada para los sacerdotes y obispos.
| Predecesor: Evelio Díaz y Cía | Arzobispo de La Habana 1970-1981 | Sucesor: Jaime Lucas Ortega Alamino |